# Dumpling de manzana
El apple dumpling (pronunciación en inglés: /ˈæpl ˈdʌmplɪŋ/), en español bollo relleno de manzana, es un pastel típico de Pensilvania, en el noreste de Estados Unidos, que consiste en una manzanaenvuelta en masa. Las manzanas se usan enteras, únicamente se pelan y descorazonan. Luego se envuelven en una lámina de hojaldre, y se aromatiza con una salsa de mantequilla, canela y azúcar. A veces el corazón hueco se rellena con pasas, nueces u otros frutos secos. Entonces la masa se dobla sobre la manzana y el dumpling resultante se hornea hasta que está blando. Es popular servirlo con una bola de helado o con leche.
Es una receta muy común entre los amish y entre los alemanes de Pensilvania (Dutch) se toma como desayuno o como postre. Antiguamente, cuando los hornos no eran tan comunes, las bolas de hervían, y algunos hogares conservan aún esta tradición.
En Sinking Spring se celebra anualmente el Apple Dumpling Festival, una feria gastronómica dedicada a esta icónica preparación pensilvana. Se realiza el último fin de semana de mayo e incluye un concurso al mejor dumpling.